# Ануш, Сами
Сами Ануш (фр. Samy Anouche; род. 29 октября 1985 в Грарем-Гога, Алжир) — французский боксёр-профессионал выступавший во втором среднем весе. Чемпион Франции среди профессионалов, претендент на титулы чемпиона Европейского союза по версии EBU (2014 и 2016) и чемпиона стран Средиземноморья по версии WBC (2014).

## Карьера
Сами Ануш дебютировал на профессиональном ринге 7 ноября 2009 года, проиграв судейским решением французу Мехди Мадани, для которого этот поединок также был дебютным. Следующие 16 поединков Ануша были рейтинговыми, и в 15 он одержал победу (13 из них были одержаны досрочно), а один поединок, против Патрика Вуда (6-1), завершился вничью.
15 февраля 2014 года Ануш боксировал с испанцем Мариано Иларио (9-2), на кону стояли вакантные титулы чемпиона стран Средиземноморья по версии Всемирного боксёрского совета (WBC) и чемпиона Европейского союза по версии Европейского боксёрского союза (EBU). Соперником Сами был испанский боксёр Средиземноморья. В итоге поединок завершился победой Иларио техническим нокаутом в 8-м раунде.
Следующий свой поединок Сами провёл 15 ноября 2015 года, на кону стоял титул чемпиона Франции во втором среднем весе среди профессиональных боксёров, а его оппонентом был выбран Николас Дион (11-2), поединок продлился все отведённые на него десять раундов и завершился победой Ануша единогласным судейским решением. В 2015—2016 годах Сами Ануш провёл четыре поединка, три из которых были рейтинговыми, и он одержал в них победу. 6 июня 2016 года Ануш провёл свой последний поединок за титул чемпиона Европейского союза по версии EBU, вновь проиграв техническим нокаутом в 9-м раунде Мариано Иларио (13-5).